# Bitwa pod Kałuszynem (1939)
Bitwa pod Kałuszynem – bitwa stoczona w nocy z 11 na 12 września 1939 r. przez oddziały 1 Dywizji Piechoty Legionów pod Kałuszynem.
W opinii historyków, była to jedna z najcięższych i najkrwawszych bitew kampanii wrześniowej.

## Przebieg
Wileńska 1 Dywizja Piechoty Legionów szlak bojowy rozpoczęła w rejonie Narwi, Różana i Wyszkowa, tocząc boje pod Pułtuskiem, Brokiem i Kamieńczykiem.
11 września dowódca Grupy Operacyjnej „Wyszków” i 1 Dywizji Piechoty otrzymał rozkaz przemarszu podległych mu wojsk w kierunku południowo-wschodnim na linii Kałuszyn – Łuków i osiągnął rejon Jakubowa. Kałuszyn został zajęty przez wojska niemieckiego 44 pułku piechoty z 11 DP oraz oddziały Dywizji Pancernej „Kempf” nadciągające z Siedlec. 
Bój pod Kałuszynem stoczony został w nocy z 11 na 12 września 1939 r. przez oddziały 1 Dywizji Piechoty Legionów. Dowódca związku taktycznego gen. brygady Wincenty Kowalski, uzyskawszy informacje, że Niemcy okrążają 1 DP Legionów, postanowił przebić się przez kordon niemiecki w rejonie Kałuszyna.
Kałuszyn obsadziła niemiecka zmotoryzowana grupa ppłk. Gustava Wagnera, dowódcy III/44 pp 11 DP. Natomiast grupy „L” płk. Franza Landgrafa (dowódcy 7 pułku pancernego) i „St” SS-Standartenführera Felixa Steinera (dowódcy pułku SS „Deutschland”) z DPanc „Kempf”, miały zamknąć Polakom drogi odwrotu. 1 DPLeg ruszyła do Kałuszyna w dwóch kolumnach. Straż boczna 6 pp Leg. z dywizjonem 1 pal Leg. i 4 szwadronem 11 pułku miała przemaszerować przez Budy – Aleksandrów – Kałuszyn – Grodzisk – Jeziorki do rejonu Lipiny i Mrozów. Drugą kolumnę tworzyły siły główne dywizji 1 i 5 pp Leg. z pozostałymi dywizjonami 1 pal Leg. i 1 dac. Zgodnie z rozkazem gen. Kowalskiego, kolumna ruszyła szosą Łaziska – Ignaców na Kałuszyn, pod Leonowem kolumna miała podzielić się na dwa ugrupowania: pierwsze – 5 pp Leg. z dywizjonem 1 pal Leg. i 1 dac miała skręcić na południe na Cegłów i pomaszerować przez Kuflew – Jeruzal do Łukowa, drugie 1 pp Leg. z dywizjonem 1 pal Leg. Nie dochodząc do Kałuszyna, miała maszerować przez Olszewice – Mrozy – Kuflew do Jeruzala. W tym czasie miano współdziałać z Mazowiecką Brygadą Kawalerii. 
Zgodnie z zaplanowanymi terminami 11 września o godz. 22:00 dywizja rozpoczęła przegrupowanie.
Jako pierwszy punkt wyjściowy przekroczył III/1 pp Leg. z 1 pal Leg. Za nim przegrupowały się główne siły dywizji. Marsz odbywał się w trudnych warunkach z powodu zatorów powodowanych przez kolumny cywilów i wojsk. Około północy 12 września wysłany przez 6 pp Leg. pluton zwiadowców konnych rozpoznał, iż Kałuszyn jest obsadzony przez przeciwnika. 
W tej sytuacji, chcąc wykorzystać zaskoczenie, dowódca 6. pp płk. Stanisław Engel postanowił uderzyć na Kałuszyn. Nakazał III batalionowi dokonać obejścia miasta od północy przez Zawodę i Trzciankę i uchwycić wzgórze 194,8 (przy szosie siedleckiej), I batalion miał nacierać szosą z Jakubowa na północny skraj Kałuszyna, a II batalion na centrum wzdłuż szosy siedleckiej.
Pierwsze starcie miało miejsce na Zawodzie. Rozpoczęła je nocna szarża 4 szwadronu 11 pułku ułanów pod dowództwem por. Andrzeja Żylińskiego. Szarża skończyła się niepowodzeniem (z 85 koni zostało tylko 33), ale stała się sygnałem do rozpoczęcia walki przez piechotę.
W ślad za ułanami rozpoczęły natarcie bataliony 6 pp Leg., opanowawszy Zawodę, ruszyły w kierunku centrum miasteczka, brak wsparcia artyleryjskiego i silny opór przeciwnika uniemożliwiły pododdziałom 6 pp Leg. osiągnięcie celu. Szturmujące Zawodę bataliony wycofały się na zachodni skraj miasta i przeszły do obrony, w tym czasie główne siły dywizji rozpoczęły już walkę o Kałuszyn.
Tuż po północy III/1 pp Leg. z 3 baterią 1 pal Leg. atakowały ubezpieczenia niemieckie po obu stronach szosy siedleckiej. W wyniku walki część batalionu z mjr. Józefem Roczniakiem została odcięta w mieście (w rejonie kościoła i bożnicy). Natarcie VII plutonu z 7 kompanii pod dowództwem ppor. Kazimierza Batoga uniemożliwiło wydostanie się z pułapki. Dalsze działania 1 pp Leg. na Kałuszyn zostało wstrzymane i zgodnie z rozkazem pułk ten główny wysiłek bojowy skupił na blokowaniu przeciwnikowi możliwości opanowania Kałuszyna od szosy Mińsk Maz. – Siedlce po Olszewice.
Natarcie na miasto przejął 6 pp Leg.
Atak pułku rozpoczął się 12 września ok. godz. 2. Szturmu dokonały dwa bataliony wsparte oddziałami I/1 pal Leg. Zadaniem I i II batalionu było związanie walką od frontu niemieckiej załogi Kałuszyna. W tym czasie na przedniej pozycji rozgorzała walka – III batalion 6 pp Leg. miał obejść Kałuszyn od północnego wschodu i uderzyć na obsadzone przez Niemców wzgórze 194,8. W tym czasie śmierć poniósł dowódca 1 kompanii ppor. Anatol Woróg.
Zgodnie z planem działań 6 pp Leg. rozpoczął natarcie na Kałuszyn. Dokonujący obejścia III batalion tego pułku, dowodzony przez ppłk. Jana Kasztelowicza, przegrupował się na pozycje wyjściowe i jeszcze nocą zaatakował przeciwnika na wzgórzu 194,8. Natarcie to początkowo poczęło się załamywać, ale opór przeciwnika także słabł i wojsko polskie przełamało pierwszą linię obrony niemieckiej. O świcie 12 września ppłk Kasztelowicz wznowił z sukcesem szturm na wzgórze 194,8 – bataliony niemieckiego 44 pp (11 DP.) zostały zniszczone. Opanowanie tego punktu umożliwiło stronie polskiej rozpoczęcie szturmu generalnego na Kałuszyn. Natarcie zostało wsparte ogniem całej artylerii i moździerzy 1 DP Legionów.
Niemcy nie próbowali dalej stawiać oporu i wycofali się w kierunku Siedlec.
Mimo dotkliwych strat w ludziach, w tym setek rannych, legionowa dywizja przerwała otaczający ją pierścień niemiecki i kontynuowała walkę do 24 września 1939.

## Upamiętnienie
Walki żołnierza polskiego pod Kałuszynem zostały upamiętnione na Grobie Nieznanego Żołnierza w Warszawie napisem na jednej z tablic po 1990 r. „KAŁUSZYN 11 – 12 IX 1939".